# Бабаківка
Бабакі́вка — село в Україні, у Білопільській міській громаді Сумського району Сумської області. Населення становить 85 осіб. До 2018 орган місцевого самоврядування - Нововирківська сільська рада.

## Географія
Село Бабаківка розташоване на правому березі річки Вижлиця, неподалік від її витоків. Нижче за течією на відстані 1.5 км розташоване село Новий Мир (Конотопський район). На відстані 1.5 км розташоване село Череватівка.
Поруч пролягає залізниця, станція Кошари.

## Історія
Село постраждало внаслідок геноциду українського народу, проведеного урядом СССР 1923–1933 та 1946–1947 роках[джерело?].
12 червня 2020 року, відповідно до розпорядження Кабінету Міністрів України № 723-р «Про визначення адміністративних центрів та затвердження територій територіальних громад Сумської області», село увійшло до складу Білопільської міської громади.
19 липня 2020 року, в результаті адміністративно-територіальної реформи та ліквідації Білопільського району, село увійшло до складу новоутвореного Сумського району.

## Відомі люди
У селі народилися:
- Мухопад Микола Денисович — український науковець, професор